# Lilla filmfestivalen
Lilla filmfestivalen, umgängets och samtalets festival, är en i början av augusti årligen återkommande filmfestival i det intimare formatet på Scala Biografen i Båstad. Festivalen grundades 1996 av den i Båstad då bosatte regissören och författaren Bo Widerberg och har sedan dennes död drivits vidare av bland annat Stefan Jarl och senare Ulf Berggren. 2014 tog Emma Gray Munthe över som konstnärlig ledare efter Ulf Berggren. 2018 återkom Stefan Jarl som konstnärlig ledare och sedan 2019 drivs festivalen av styrelsen utan konstnärlig ledare. Den finansieras delvis av Båstads kommun och samproduceras med Film i Skåne. Festivalen visar äldre och nyare konstnärligt inriktade filmer från Sverige och internationellt och brukar även presentera "smygpremiärer" på helt nya biograffilmer. Dessutom läggs stor tonvikt vid seminarier och samtal med inbjudna gäster.

## Bo Widerberg-stipendiet
Till grundarens minne utdelar Lilla filmfestivalen sedan 1997 Bo Widerberg-stipendiet till filmare, som verkar i Bo Widerbergs anda. Stipendiet består (2023) av 40 000 kronor.

### Mottagare av stipendier
- 1997 – Agneta Fagerström-Olsson[3]
- 1998 – Eric M Nilsson[3]
- 1999 – Lukas Moodysson[3]
- 2000 – Lars Westman[3]
- 2001 – Josef Fares[3]
- 2002 – Stefan Jarl[3]
- 2003 – Emelie Carlsson Gras[3]
- 2004 – Babak Najafi[4]
- 2005 – Nahid Persson[3]
- 2006 – Shahriyar Latifzadeh[3]
- 2007 – Jonas Selberg Augustsén[5]
- 2008 – Petra Bauer[5]
- 2009 – Jenifer Malmqvist[6]
- 2010 – Gabriela Pichler[4]
- 2011 – Erik Bäfving[4]
- 2012 – Axel Petersén[4]
- 2013 – Yohanna Troell[4]
- 2014 – Sara Broos[7]
- 2015 – Sanna Lenken[8]
- 2016 – Ita Zbroniec-Zajt[9]
- 2017 – Festivalen inställd, oklart om något pris delades ut
- 2018 – Fanni Metelius[10]
- 2019 – Peter Grönlund[11]
- 2020 – Festivalen inställd på grund av  covid-19-pandemin i Sverige.
- 2021 – Amy Deasismont[4]
- 2022 – Nathalie Álvarez Mesén[4]
- 2023 – Ellen Fiske och Ellinor Hallin[12]
- 2024 – Maria Fredriksson[13]
- 2025 – Tora Mårtens Mkandawire